# VAN valami furcsa és megmagyarázhatatlan
A VAN valami furcsa és megmagyarázhatatlan 2014-ben bemutatott magyar filmvígjáték, melynek elsőfilmes rendezője, forgatókönyvírója, zeneszerzője és operatőre Reisz Gábor.

## Cselekmény
Szentesi Áron egy 20-as évei végén járó budapesti fiú, aki munkanélküliként éli mindennapjait, de az egyik nap barátnője, Eszter elhagyja. Miután elmondja barátainak, elmennek közösen inni, de csak másnap ébred fel Áron, és azt veszi észre, hogy vett egy repülőjegyet Lisszabonba.

## Szereplők
- Ferenczik Áron – Szentesi Áron, a film főszereplője
- Takács Katalin – Szentesi Erzsébet, Áron anyja
- Kovács Zsolt – Szentesi Endre, Áron apja
- Makranczi Zalán – Szentesi Balázs, Áron testvére
- Horváth Miklós – Hamza Miklós, Áron barátja
- Győriványi Bálint – Győrvári Bálint, Áron barátja
- Lukács Roland – Roland, Áron barátja
- Owczarek Tamás – Juhász Tamás, Áron barátja
- Jakab Juli – Eszter, Áron volt barátnője
- Mészáros Máté – Amigó Dávid, Áron egykori iskolatársa

## A film zenéje
A film zenéjét Csorba Lóránt és Reisz Gábor szerezte. A filmzenei albumot megjelentették Bandcampen is.

## Fogadtatás

### Kritikai visszhang
A film nagyon pozitív fogadtatásban részesült. A kritikusok dicsérték a témaválasztásért, ami már feldolgozásra várt.

### Díjak és jelölések
| Év   | Esemény                                              | Díj               | Jelölt      | Eredmény |
| ---- | ---------------------------------------------------- | ----------------- | ----------- | -------- |
| 2014 | Karlovy Vary-i Nemzetközi Filmfesztivál              | East of West      | Reisz Gábor | Jelölve  |
| 2014 | Jameson Cinefest – Miskolci Nemzetközi Filmfesztivál | Adolph Zukor-díj  | Reisz Gábor | Elnyerte |
| 2015 | New Directors/New Films Festival                     | Best Feature Film | Reisz Gábor | Elnyerte |
| 2015 | Szófiai Nemzetközi Filmfesztivál                     | Legjobb rendező   | Reisz Gábor | Elnyerte |
| 2015 | Spirit of Fire                                       | Bronze taiga      | Reisz Gábor | Jelölve  |
| 2015 | Tajpeji Filmfesztivál                                |                   | Reisz Gábor | Jelölve  |
| 2015 | Torinói Filmfesztivál                                |                   | Reisz Gábor | Elnyerte |
| 2015 | Torinói Filmfesztivál                                | Elnyerte          | Reisz Gábor |          |
| 2015 | Torinói Filmfesztivál                                | Elnyerte          | Reisz Gábor |          |
| 2015 | Torinói Filmfesztivál                                | Elnyerte          | Reisz Gábor |          |
| 2015 | Torinói Filmfesztivál                                | Jelölve           | Reisz Gábor |          |
| 2015 | VOICES Fesztivál                                     |                   | Reisz Gábor | Elnyerte |

### Nézettségi adatok
A nézettségi adatok szerint 63 607 jegyet adtak el rá.